# Paectes cristatrix
Paectes cristatrix är en fjärilsart som beskrevs av Achille Guenée 1852. Paectes cristatrix ingår i släktet Paectes och familjen nattflyn. Inga underarter finns listade i Catalogue of Life.